# Ievgueni Gólubev
Ievgueni Kiríl·lovitx Gólubev (Moscou 3 de juliol, 1910 - Idem. 25 de desembre, 1988), va ser un compositor rus.

## Biografia
Gólubev va obtenir la seva primera experiència musical en un cor de l'església. A causa del seu talent inusual, es va convertir en estudiant a l'Institut Gnessin a l'edat de nou anys, on va rebre primer lliçons de piano i més tard de teoria musical (incloent polifonia de Guénrikh Litinski). A partir de 1931 va estudiar composició amb Nikolai Miaskovski al Conservatori de Moscou. També va prendre classes particulars amb Serguei Prokófiev el 1935.
L'any 1936 va completar els seus estudis amb l'oratori “El solstici” basat en textos populars lapons. Després, Gólubev es va quedar al conservatori i va completar les pràctiques amb Miaskovski el 1938. Del 1937 al 1959 hi va impartir classes de polifonia, i a partir del 1938 també de composició. El 1947 va rebre una càtedra; del 1956 al 1959 va dirigir la facultat de composició. Com a educador, Gólubev va tenir un paper important; Gairebé tots els compositors joves d'aquella època van prendre classes de polifonia d'ell. De la seva pròpia classe de composició van sorgir diversos compositors coneguts com Tatiana Nikolàieva, Andrei Iàkovlevitx Eixpai, Alfred Schnittke i Andrei Golowin.
Gólubev va participar en l'Associació de Compositors de Moscou i de 1962 a 1974 va ser president del departament de piano de "Sovetski Kompositor", l'editor musical de l'Associació de Compositors Soviètics. El 1961 va rebre l'Ordre de la Bandera Roja del Treball, i el 1966 va rebre el títol d'Artista Popular de la RSFSR. Gólubev també va aparèixer com a pianista, principalment interpretant les seves pròpies obres. Entre d'altres, la seva alumna Tatiana Nikolàieva, pianista, va defensar les seves obres.

## Llenguatge tonal
El llenguatge musical de Gólubev està profundament arrelat a la tradició russa. En particular, la influència del seu mestre Miaskowski es pot veure en moltes obres; sobretot pel que fa a l'harmonia, els melos i el ritme. L'actitud compositiva bàsica de Gólubev també és semblant a la de Miaskowski: partint de models i formes tradicionals, va desenvolupar un estil musical més conservador i amb base acadèmica que posa en primer pla la serietat i l'ofici compositiu. Altres compositors als quals es va referir Gólubev van ser, per exemple, Nikolai Médtner, Anatoli Nikolàievitx Aleksàndrov i Samuil Feinberg.
Una altra influència, encara que menys notable, en l'obra de Gólubev és la música de l'impressionisme francès, especialment Maurice Ravel. Aquesta línia es pot rastrejar fins a cert punt en l'harmonia de Gólubev, però també es nota en els timbres d'algunes peces per a piano i sobretot en la música de cambra amb arpa. D'una manera similar, també hi ha una connexió amb l'obra d'Aleksandr Skriabin.
L'obra de Gólubev és estilísticament força coherent, només una lleugera modernització en el sentit d'una harmonia més avançada i un tractament més lliure de la tonalitat es pot veure en obres posteriors. Gólubev va ocupar una posició especial en l'escena musical soviètica; Va ser un dels pocs compositors (comparable com a molt amb Vissarion Xebalín) que va continuar la tradició Miaskovski. Les influències de Xostakóvitx, característiques de la majoria de compositors soviètics, són tan alienes a la seva obra com les del seu que va ser professor Prokófiev; Gólubev no es pot classificar ni tan sols en els corrents afiliats al partit (com Khrénnikov). Des de la fi de la Unió Soviètica, Gólubev ha estat vist principalment en el seu paper de professor.

## Obra
Obres orquestrals

- - Sinfonie Nr. 1 op. 11 (1934, rev. 1950)
  - Sinfonie Nr. 2 op. 17 (1938, rev. 1973)
  - Sinfonie Nr. 3 op. 21bis (1942, rev. 1974)
  - Sinfonie Nr. 4 op. 28 (1947)
  - Sinfonie Nr. 5 a-Moll op. 45 (1960)
  - Sinfonie Nr. 6 op. 51 (1966)
  - Sinfonie Nr. 7 b-Moll op. 67 „Heroische“ (1972)
  - „Odysseus“, Ballett op. 50 (1965)
  - „Die Helden des Oktobers“, sinfonische Dichtung op. 42 (1957)
  - Ukrainische Rhapsodie g-Moll op. 81 (1982)

Concert

- - Klavierkonzert Nr. 1 a-Moll op. 24 (1944)
  - Klavierkonzert Nr. 2 Des-Dur op. 30 (1948)
  - Klavierkonzert Nr. 3 g-Moll op. 40 (1954)
  - Violinkonzert d-Moll op. 56 (1970)
  - Violakonzert op. 57 (1962)
  - Violoncellokonzert d-Moll op. 41 (1956)

Música vocal

- - „Die Sonnenwende“, Oratorium nach einer lappländischen Sage op. 12 (1936, rev. 1980)
  - „Unsterbliche Helden“, Oratorium op. 25 (1946)
  - „Der Tod des Dichters“, Poem für Bariton und Orchester op. 43 (1957)
  - Sechs Chöre nach altrussischen liturgischen Texten op. 88 (1986)
  - Lieder
  - Chöre

Música de cambra

- - 24 Streichquartette (1931–86)
  - Klavierquintett op. 20 (1938)
  - Quintett für Harfe und Streichquartett c-moll op. 39 (1953)
  - Quartett für zwei Flöten und zwei Harfen op. 49 (1963)
  - Violinsonate op. 37 (1952)
  - Violoncellosonate op. 60 (1972)
  - Trompetensonate Es-Dur op. 36/1 (1951)

Música per a piano

- - 10 Sonaten (1930–77)
  - „Ukrainische Rhapsodie“ op. 14 (1936)
  - Triptychon für Klavier oder Orgel op. 85 (1985)
  - kleinere Stücke